# 保罗·皮蒂诺
保罗·皮蒂诺（義大利語：Paolo Pittino，1968年2月2日—），意大利男子赛艇运动员。他曾代表意大利参加多届世界赛艇锦标赛，共获得五枚金牌、一枚银牌和二枚铜牌。